# Breuil-Bois-Robert
Breuil-Bois-Robert település Franciaországban, Yvelines megyében. Lakosainak száma 764 fő (2022. január 1.). Breuil-Bois-Robert Arnouville-lès-Mantes, Auffreville-Brasseuil, Guerville, Mantes-la-Ville, Vert és Villette községekkel határos.

## Népesség
A település népességének változása:
| Lakosok száma | 721  | 723  | 741  | 735  | 741  | 743  | 754  | 763  | 764  |
|               | 2013 | 2015 | 2016 | 2017 | 2018 | 2019 | 2020 | 2021 | 2022 |